# Marius Bourrelly
Marius Dominique Bourrelly (Aix-en-Provence, 2 février 1820 - Marseille, 15 mars 1896) est un poète et dramaturge français d'expression provençale.

## Biographie

### Jeunesse
Marius Bourrelly est né en 1820 à Aix-en-Provence,,.

### Carrière
Bourrelly écrivit de nombreux poèmes, pièces de théâtre, légendes et chansons en provençal. Dans un poème, il félicita l'empereur Napoléon pour sa visite à Lyon peu après le déluge de 1856. Il devint majoral du Félibrige, puis fut nommé maître en gai savoir en 1891.
Il traduisit les fables de la Fontaine en provençal.

### Mort et héritage
Bourrelly est mort en 1896,. Il lègue sa bibliothèque personnelle à la Bibliothèque Méjanes d'Aix.

## Œuvre
- La vido d'uno Gourrino, pouésio, Marseille, Chaix, 1842 (OCLC 743070411)
- Leis désaviados, Marseille, Imprimerie L. Mossy, 1846 (OCLC 742948315)
- Deux Godinho, Toulouse, Imprimerie de J. Dupin, 1849 (OCLC 457121672)
- Leis cigalos, Marseille, Imprimerie de Arnaud, 1853 (OCLC 490092631)
- La galino, Marseille, Imprimerie de Arnaud, 1856 (OCLC 799138470)
- Fortuné Chailan, Marseille, Imprimerie de Arnaud, 1857 (OCLC 457121674)
- Pierre Bellot, Marseille, Imprimerie de Arnaud, 1857 (OCLC 457121687)
- La Garamaoudo, Marseille, Imprimerie de Arnaud, 1857 (OCLC 457121677)
- Leis Coungrès, Marseille, Imprimerie de Arnaud, 1859 (OCLC 457121671)
- La carreto dei chin, Ais, Empremarié Prouvençalo, 1879 (OCLC 799138461)
- Tres galino pèr un gau, Ais, Empremarié prouvençalo, 1880 (OCLC 464709096)
- Cigau e Cigalo, Ais-de-Prouvènço, J. Remondet-Aubin, 1894 (OCLC 37658496)
- Lou vergié d'óulivié, Ais, Empr. J. Remondet-Aubin, 1895 (OCLC 84057771)